# Associazione Calcio Femminile Arezzo
L'Associazione Calcio Femminile Arezzo, meglio conosciuta come A.C.F. Arezzo, è una società calcistica femminile italiana con sede nella città di Arezzo. Milita in Serie B, seconda serie del campionato italiano.

## Storia
Con l'aumentare della popolarità del calcio femminile in Italia e nel territorio toscano, nel 1981 su iniziativa di un gruppo di appassionati viene fondata la società con la denominazione Arezzo Calcio Femminile, prima realtà calcistica femminile della città di Arezzo. La squadra, che viene inizialmente iscritta ai campionati regionali, al termine della stagione 1985-1986 si classifica al primo posto della Serie C Toscana acquisendo il diritto di disputare per la prima volta nella sua storia sportiva il campionato di Serie B, a quel tempo secondo livello del campionato italiano femminile di calcio.
Negli anni successivi la competitività della squadra aumenta progressivamente e dal settimo posto nel campionato Serie B, girone B, che la vede retrocedere in Serie C poi essere riammessa in Serie B a completamento organico nel successivo campionato, terminato ancora al settimo posto ma che le vale la salvezza, arriva al secondo posto nel girone B del campionato di Serie B 1991-1992, dietro all'Agliana, sfuggendole la promozione nel campionato italiano di vertice, la Serie A.
Tuttavia, causa la rinuncia all'iscrizione da parte della Turris e ancora grazie a un ripescaggio a completamento organico, l'Arezzo è iscritto al campionato di Serie A 1992-1993 con alla guida il presidente Giulio Vanni. La stagione si rivela comunque piena di difficoltà, con la squadra dotata di una caratura tecnica mediamente inferiore alle avversarie, terminando il campionato al sedicesimo e ultimo posto, con all'attivo solo una vittoria, 1-0 sulla Lazio CF alla 20ª giornata, quattro pareggi e 25 sconfitte, retrocedendo in cadetteria.
In quel periodo la società è comunque impegnata, seppur a livello amichevole, in ambito internazionale, partecipando ai tornei di Mastricht, Parigi e Barcellona, oltre che all'Easter Cup di Praga, che aumentano il palmarès della società con tre vittorie e quattro medaglie d'oro.
Negli anni successivi la squadra scivola dalla Serie B, 12º posto nella stagione 1993-1994, alla Serie C regionale, ritornando in Serie B, ancora per ripescaggio, nel campionato 1997-1998, 5º nel girone A e 9º in quello successivo, tuttavia difficoltà economiche costringono la società a rinunciare alla Serie B.
Nel 2003 avviene un primo importante avvicendamento alla presidenza della società, con Egidio Scarchini che lascia la responsabilità a Massimo Tucci, alla sua prima esperienza dirigenziale. La nuova gestione eredita e sviluppa il vivaio delle proprie tesserate, che nella formazione Giovanissime vincono il campionato regionale 2003-2004, andando a formare l'ossatura della squadra titolare che negli anni successivi riesce a mantenere livelli da conquistare un'agevole salvezza nella Serie C Toscana fino alla promozione in Serie B al termine della stagione 2009-2010 come seconda migliore classificata al torneo.
Il suo ritorno alla Serie B, questa volta però al terzo livello della piramide calcistica nazionale, coincide con il cambio di denominazione in Associazione Calcio Femminile Arezzo Associazione Sportiva Dilettantistica e una stagione chiusa al 10º posto, salvandosi con tre giornate di anticipo, ma ancora una volta la mancanza di fondi consiglia la società di ripresentarsi in Serie C per la stagione successiva.
Nel 2012 avviene un nuovo avvicendamento nell'organigramma societario, con Tucci che lascia la presidenza a Maria Chiara Tavanti, già giocatrice dell'Arezzo e precedentemente alla guida della società Free Sisters, assumendo l'incarico di vicepresidente. Tavanti avvia un processo di rinnovamento, istituendo prima una Scuola Calcio e ottenendo un'affiliazione con l'allora U.S. Arezzo, squadra di calcio maschile iscritta alla Lega Pro. La squadra, ripescata a completamento organico in Serie B per la stagione 2016-2017, inserita nel girone A ottiene il 5º posto e la conseguente agevole salvezza, mentre riesce al termine del campionato successivo a raggiungere il 2º posto dietro al Florentia S.G. ottenendo l'accesso al nuovo e rinnovato campionato di Serie B nazionale a 12 squadre per la stagione entrante.
Nel luglio 2018, prima dell'inizio della stagione, viene dato l'annuncio della collaborazione ufficiale con l'Arezzo maschile, partnership che pur mantenendo la continuità dell'identità societaria alla squadra femminile garantirà l'utilizzo delle strutture della squadra maschile, come ad esempio l'utilizzo dello Stadio Città di Arezzo per le partite interne prima di poter disporre, dopo avvenuta omologazione, del Centro Sportivo Le Caselle. La squadra fatica a trovare punti salvezza e la società cerca di far sterzare la stagione sollevando l'allenatore, affidando la squadra a un team. L'Arezzo riesce a conquistare da dicembre a fine stagione 17 punti che non bastano a mantenere la categoria, venendo così retrocesso per un solo punto all'ultima giornata di campionato in Serie C.
All'avvio della stagione 2019-2020 l'ACF Arezzo ha avuto un incremento del numero di tesserate nelle categorie giovanili, in parte legate alle prestazioni della nazionale italiana al campionato mondiale 2019. In campionato la squadra è rimasta nella parte inferiore della classifica del girone C della Serie C, nonostante un cambio allenatore nel corso della stagione. Il campionato è stato interrotto dopo la disputa della quattordicesima giornata a causa della pandemia di COVID-19 che ha colpito l'Italia, e l'Arezzo ha concluso il torneo al nono posto. Nella Coppa Italia Serie C la squadra è stata eliminata al primo turno eliminatorio. Le ragazze della juniores hanno vinto il proprio campionato, conquistando per la prima volta il titolo regionale.
Il 20 luglio 2020 la società amaranto viene rilevata dall'imprenditore aretino Massimo Anselmi, amministratore delegato della Chimera Gold. Con la nuova proprietà cambia anche la denominazione del club che diventa S.S. ACF Calcio Femminile Arezzo. All'inizio del girone di ritorno della stagione 2020-21 la società decide di sollevare dall'incarico l'allenatore, sostituendolo con il responsabile dell'area tecnica Emiliano Testini. Perdendo la gara contro la Torres, la squadra conclude il campionato al secondo posto.
Nella stagione successiva, con Testini ancora allenatore, la squadra vince il girone A della Serie C da imbattuta e conquista con 4 turni d'anticipo la promozione in Serie B. La società aveva investito in un documentario, intitolato "Una storia impossibile", che racconta l'annata 2021-22, avendo anche una distribuzione internazionale grazie alla piattaforma Prime Video.

## Palmarès

### Competizioni nazionali
- Campionato italiano di Serie B: 1

1991-1992

### Altre competizioni
- Campionato Regionale Juniores: 1

2019-2020

### Competizioni nazionali
- Campionato italiano di Serie C: 1

2021-2022

## Organico

### Rosa 2024-2025
| N. |                   | Ruolo | Calciatrice        |
| -- | ----------------- | ----- | ------------------ |
| 1  | Italia (bandiera) | P     | Viola Bartalini    |
| 22 | Italia (bandiera) | P     | Carlotta Nardi     |
| 12 | Italia (bandiera) | P     | Perla Pieri        |
| 92 | Italia (bandiera) | P     | Giorgia Cardarelli |
| 14 | Italia (bandiera) | D     | Beatrice Bruni     |
| 15 | Italia (bandiera) | D     | Simona Zito        |
| 31 | Italia (bandiera) | D     | Elena Prinzivalli  |
| 83 | Italia (bandiera) | D     | Giorgia Fortunati  |
| 42 | Italia (bandiera) | D     | Melissa Toomey     |
| 45 | Italia (bandiera) | D     | Sara Nasoni        |
| 33 | Italia (bandiera) | D     | Sofia Lorieri      |
| 72 | Italia (bandiera) | D     | Francesca Blasoni  |
| 6  | Italia (bandiera) | C     | Marica Licco       |

| N. |                   | Ruolo | Calciatore         |
| -- | ----------------- | ----- | ------------------ |
| 8  | Italia (bandiera) | C     | Azzurra Corassi    |
| 10 | Italia (bandiera) | C     | Susanna Lunghi     |
| 4  | Italia (bandiera) | D     | Mariagiulia Tuteri |
| 11 | Italia (bandiera) | C     | Irene Barsali      |
| 19 | Italia (bandiera) | C     | Margherita Santini |
| 77 | Italia (bandiera) | C     | Giulia Martino     |
| 7  | Italia (bandiera) | A     | Alessia Carcassi   |
| 23 | Italia (bandiera) | A     | Paola Taddei       |
| 97 | Italia (bandiera) | A     | Costanza Razzolini |
| 66 | Italia (bandiera) | A     | Martina Santini    |
| 71 | Italia (bandiera) | A     | Teresa Fracas      |